# Attaques de décembre 2013 en république démocratique du Congo

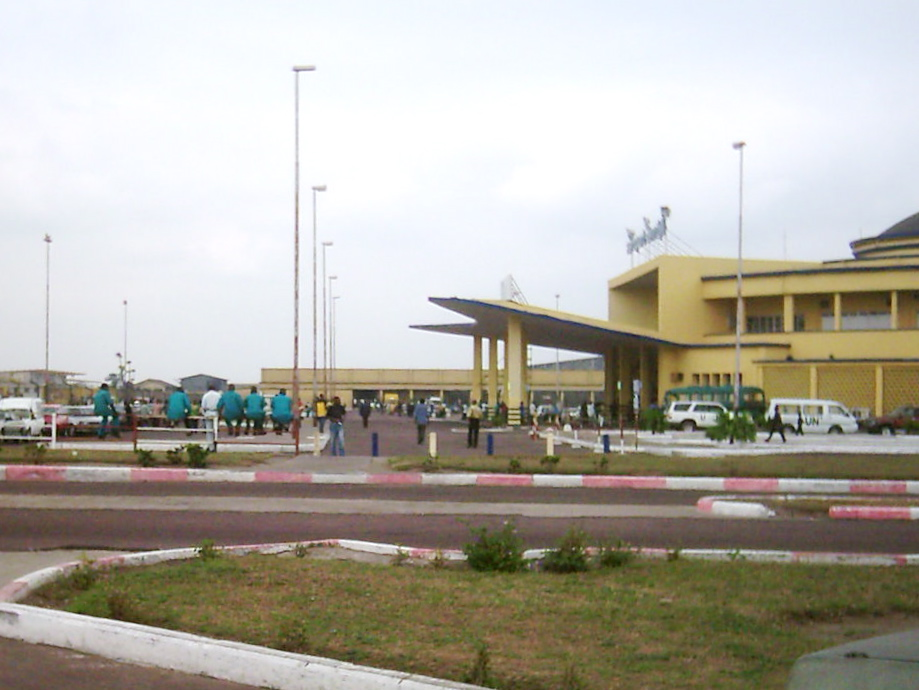
Aéroport international de Ndjili, Nsele (Kinshasa)

Les attaques de décembre 2013 en république démocratique du Congo ont débuté le 30 décembre 2013 par la prise en otage de journalistes de la Radio-Télévision nationale congolaise à Kinshasa par des hommes se réclamant du pasteur Paul Joseph Mukungubila Mutombo, dirigeant de « l’Église du Seigneur Jésus-Christ ». 
Le même jour, des échanges de tir ont lieu à l'aéroport international de Ndjili, à l'état-major des Forces armées de la république démocratique du Congo ainsi qu'aux abords de la résidence de Mukungubila à Lubumbashi. 
La presse qualifie ces attaques de tentative de coup d'État, le gouvernement congolais parle « d'offensive terroriste » ce que Paul Joseph Mukungubila conteste en les définissant comme une action « spontanée » de « civils sans armes » « massacrés pour rien » par la police et l'armée.
Le bilan définitif de ces attaques est de 103 morts.